# ローレンス郡 (ペンシルベニア州)
ローレンス郡（英: Lawrence County）は、アメリカ合衆国ペンシルベニア州の西部に位置する郡である。2010年国勢調査での人口は91,108人であり、2000年の94,643人から3.7%減少した。郡庁所在地はニューキャッスル市（人口23,273人）であり、同郡で人口最大の都市でもある。
ローレンス郡は2003年にピッツバーグ大都市圏に編入された。郡単独でもニューキャッスル小都市圏を構成している。1849年3月20日に、ビーバー郡とマーサー郡の一部を合わせて設立された。郡名は米英戦争のエリー湖の湖上戦でオリバー・ハザード・ペリー提督が最初に乗っていた旗艦USSローレンスに因んで名付けられた。

## 地理
アメリカ合衆国国勢調査局に拠れば、郡域全面積は363平方マイル (940.2 km2)であり、このうち陸地360平方マイル (932.4 km2)、水域は2平方マイル (5.2 km2)で水域率は0.63%である。主な河川としてはシェナンゴ川、ネシャノック・クリーク、マホニング川があり、これらがビーバー川に合流する。またスリッパリーロック・クリークとコノケネッシング・クリークもビーバー川に注いでいる。

### 交通

#### 空港
- ニューキャッスル市民空港

#### 公共交通機関
- ニューキャッスル地域交通公社

#### 主要高規格道路
- 州間高速道路76号線
- 州間高速道路79号線
- 州間高速道路376号線
- ペンシルベニア州道18号線
- ペンシルベニア州道65号線
- ペンシルベニア州道388号線
- ペンシルベニア州道551号線
- アメリカ国道19号線
- アメリカ国道224号線
- アメリカ国道422号線

### 隣接する郡
- マーサー郡 - 北
- バトラー郡 - 東
- ビーバー郡 - 南
- コロンビアナ郡 (オハイオ州) - 南西
- マホニング郡 (オハイオ州) - 西

## 郡政府と政治
2008年11月時点でローレンス郡には62,505人の登録有権者がいた。
- 民主党: 34,728 (55.56%)
- 共和党: 22,509 (36.01%)
- その他の政党: 5,268 (8.43%)

ローレンス郡はアメリカ合衆国下院議員ペンシルベニア州第12選挙区に属し、2013年時点では共和党議員を選出している。ペンシルベニア州議会上院では第47および第50選挙区に属しており、下院では第9、第10および第17選挙区に属している。2013年時点では上院の2人と下院の1人が共和党員、残り下院の2人が民主党員である。

## 人口動態
以下は2000年国勢調査による人口統計データである。
| 基礎データ - 人口: 94,643人 - 世帯数: 37,091 世帯 - 家族数: 25,889 家族 - 人口密度: 101人/km2（263人/mi2） - 住居数: 39,635軒 - 住居密度: 42軒/km2（110軒/mi2） 人種別人口構成 - 白人: 94.68% - アフリカン・アメリカン: 3.61% - ネイティブ・アメリカン: 0.10% - アジア人: 0.27% - 太平洋諸島系: 0.01% - その他の人種: 0.19% - 混血: 0.84% - ヒスパニック・ラテン系: 0.56% 先祖による構成 - イタリア系：26.1% - ドイツ系：21.7% - アイルランド系：9.3% - イギリス系：6.8% - ポーランド系：6.8% | 年齢別人口構成 - 18歳未満: 23.1% - 18-24歳: 8.3% - 25-44歳: 25.7% - 45-64歳: 23.6% - 65歳以上: 19.3% - 年齢の中央値: 40歳 - 性比（女性100人あたり男性の人口） - 総人口: 90.6 - 18歳以上: 86.9 世帯と家族（対世帯数） - 18歳未満の子供がいる: 28.8% - 結婚・同居している夫婦: 54.5% - 未婚・離婚・死別女性が世帯主: 11.5% - 非家族世帯: 30.2% - 単身世帯: 25.8% - 65歳以上の老人1人暮らし: 14.4% - 平均構成人数 - 世帯: 2.47人 - 家族: 3.00人 |

## 都市と町

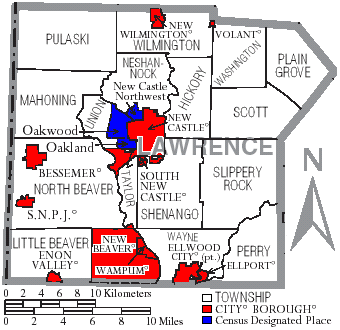
ローレンス郡の自治体、ボロは赤、タウンシップは白、国勢調査指定地域は青

ペンシルベニア州法の下では4種類の自治体がある。市、ボロ、タウンシップ、町である。

### 都市
- ニューキャッスル - 郡庁所在地

### ボロ
| - ベッセマー - エルポート - エルウッドシティ（一部はビーバー郡内） - イーノンバレー | - ニュービーバー - ニューウィルミントン - S.N.P.J. | - サウスニューキャッスル - ボラント - ワムパム |

### タウンシップ
| - ヒッコリー - リトルビーバー - マホニング - ネシャノック - ノースビーバー - ペリー | - プレーングローブ - プラスキ - スコット - シェナンゴ - スリッパリーロック | - テイラー - ユニオン - ワシントン - ウェイン - ウィルミントン |

### 国勢調査指定地域
国勢調査指定地域はアメリカ合衆国国勢調査局が人口統計データを取るために設定した地域である。州法の下では実際の司法権が及ぶ範囲ではない。村などその他の未編入領域も下記に挙げる。
| - チュートン - フリズルバーグ - ニューベッドフォード - ニューキャッスルノースウェスト | - オークランド - オークウッド - ウェストピッツバーグ |

### 未編入の町
| - キャッスルウッド（シェナンゴ・タウンシップ） - チュートン（ウェイン・タウンシップ） - イーストブルック（ヒッコリー・タウンシップ） - エディンバーグ（マホニング・タウンシップ） - エナジー（スリッパリーロック・タウンシップ） - フリズルバーグ（プラスキ・タウンシップ） - ハーランズバーグ（スコット・タウンシップ） | - ヒルズビル（マホニング・タウンシップ） - モラビア（テイラー・タウンシップ） - マウントジャクソン（ノースビーバー・タウンシップ） - ニューベッドフォード（プラスキ・タウンシップ） - ウェストピッツバーグ（テイラー・タウンシップ） - ワーテンバーグ（ウェインとペリー - マッカルシン（ヒッコリー・タウンシップ） - アルトマン（シェナンゴ・タウンシップ） |

## 教育

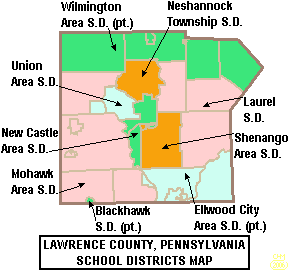
ローレンス郡教育学区の区分図

### 高等教育機関
- バトラー・コミュニティカレッジ[7]・ローレンスクロッシング・キャンパス
- エリー実業カレッジ[8]
- ウェストミンスター・カレッジ - ニューウィルミントン

### 公共教育学区
- ブラックホーク教育学区（部分）
- エルウッドシティ地域教育学区（部分）
- ローレル教育学区
- モホーク地域教育学区
- ネシャノック・タウンシップ教育学区
- ニューキャッスル地域教育学区
- シェナンゴ教育学区
- ユニオン地域教育学区
- ウィルミントン地域教育学区（部分）

### 実業学校
- エリー・ビジネスセンター・サウス - ニューキャッスル
- ローレンス郡職業訓練校 - ニューキャッスル
- ニューキャッスル貿易学校 - ニューキャッスル

### 私立学校
| - アップルグローブ学校 - ニューウィルミントン - チェリーヒル学校 - ニューウィルミントン - コットン学校 - ニューウィルミントン - エルウッドシティこどもセンター Inc. - フェイス・カントリー・チャペル準備学校と幼稚園 - ニューキャッスル - ファイエット学校 - ボラント - ヒルサイド教区学校 - ニューウィルミントン - ホリー・レディーマー学校 - Ellwood City - インディアンラン学校 - ニューウィルミントン - J・R・ウィルソン学校 - ニューウィルミントン | - リゴ学校 - ニューウィルミントン - リトルビーバー教区学校 - イーノンバレー - ラスク学校 - ボラント - メドウラーク学校 - ニューウィルミントン - ニューキャッスル・クリスチャン・アカデミー - ニューキャッスル - ペアレンツ準備学校 - エルウッドシティ - シェパード学校 - ボラント - セントビタス・カトリック学校 - ニューキャッスル - ソーンヒル学校 - ボラント - ウェストミンスター準備学校 - ニューウィルミントン |

### 図書館
- エルウッドシティ地域公共図書館
- F・D・キャンベル記念図書館 - ベッセマー
- ローレンス郡フェデレイテッド図書館システム - ニューキャッスル
- ニューキャッスル公共図書館

## 公園とレクリエーション

### 公園
- カスケイド公園[9]、ニューキャッスル
- ユーイング公園[10]、エルウッドシティ
- ガストン公園、ニューキャッスル
- マコネルズミル州立公園スリッパリーロック、スリッパリーロック・タウンシップ
- ピアソン公園、ネシャノック・タウンシップ
- ウェストパーク・自然センター[11]、ユニオン・タウンシップ

### トレイル
- ノースカントリー・トレイル
- スタビッチ・バイクトレイル[12]